# Eucera venusta
Eucera venusta är en biart som först beskrevs av Timberlake 1961.  Eucera venusta ingår i släktet långhornsbin, och familjen långtungebin. Inga underarter finns listade i Catalogue of Life.